# 斯科佩洛

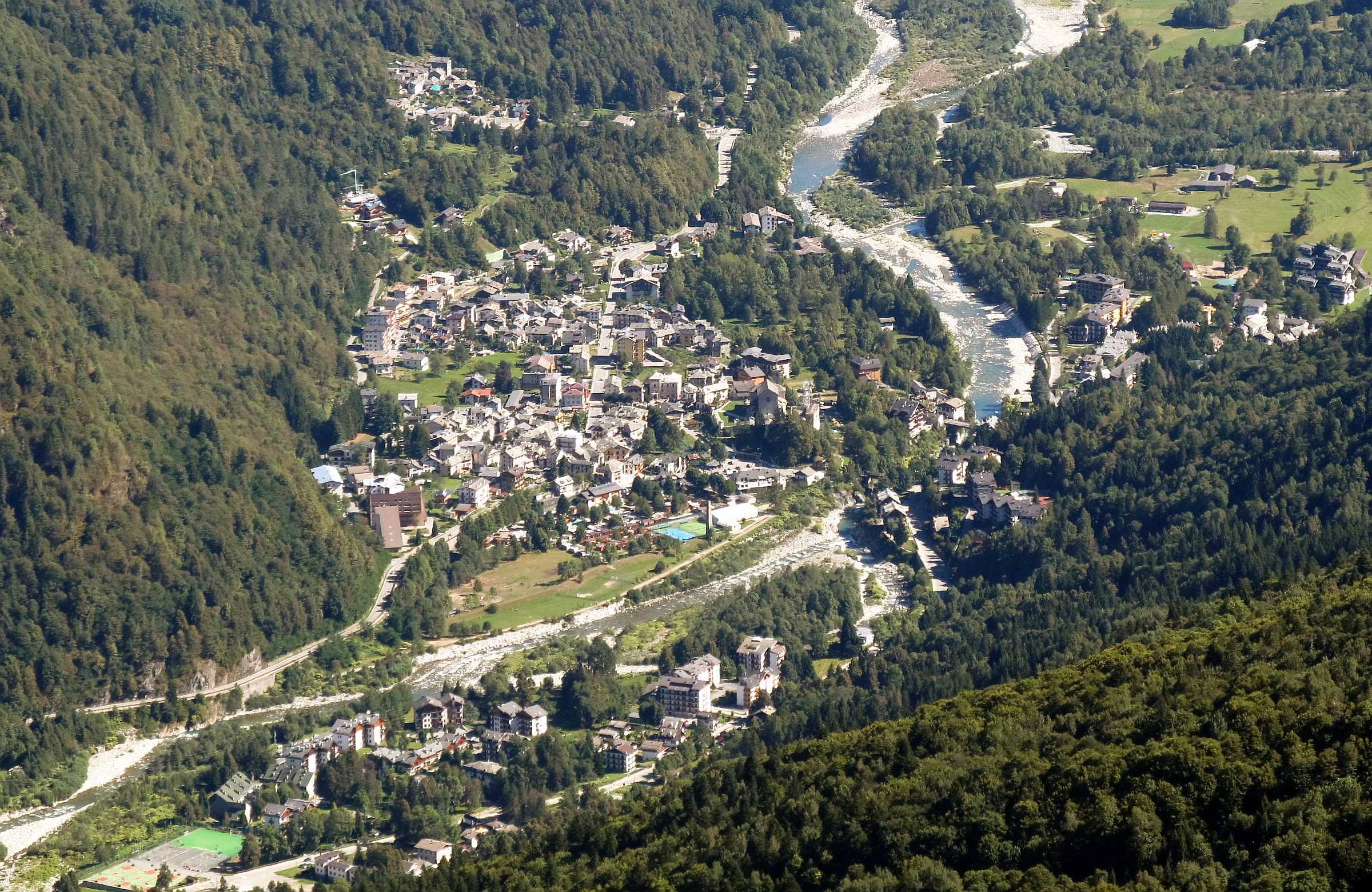
市鎮的鳥瞰圖

斯科佩洛（義大利語：Scopello），是意大利韦尔切利省的一个市镇。总面积18.62平方公里，人口417人，人口密度22.4人/平方公里（2009年）。ISTAT代码为002135。